# HTC 8X
Il Windows Phone 8X by HTC, chiamato anche HTC 8X, è uno smartphone prodotto da HTC annunciato il 19 settembre 2012 e messo in vendita a partire dai primi giorni di Novembre dello stesso anno. È il primo dispositivo top di gamma Windows Phone 8 di HTC ed è il successore di HTC Titan.